# City of Preston

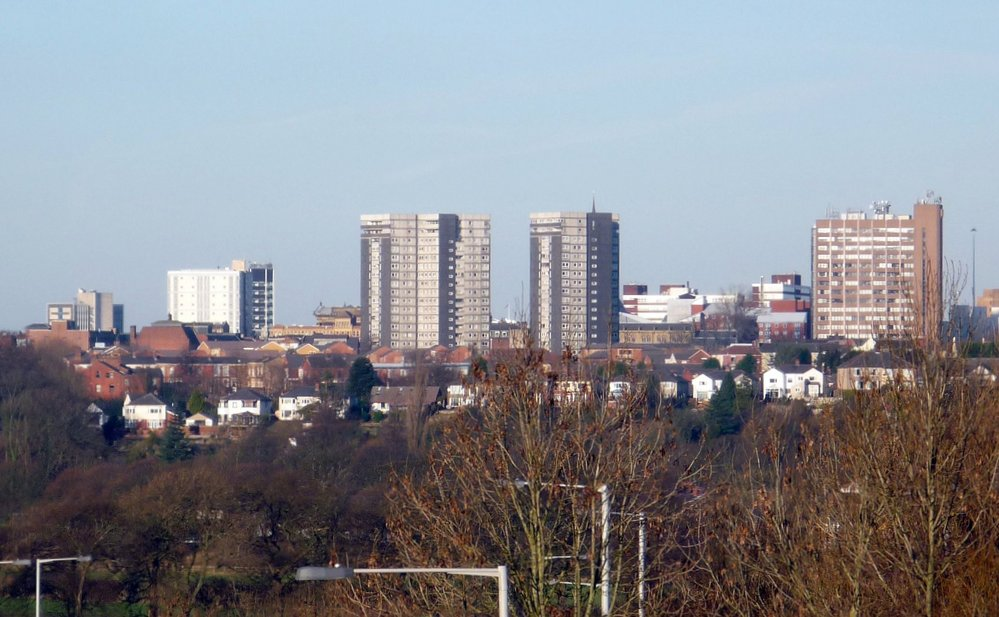
Preston

Preston ist ein Verwaltungsbezirk mit dem Status einer City in der Grafschaft Lancashire in England. Im Jahr 2011 hatte er eine Bevölkerung von 140.202.

## Civil parishes
- Barton, Broughton, Goosnargh, Grimsargh, Haighton, Ingol and Tanterton, Lea, Whittingham und Woodplumpton.[2]